# Bajo la metralla
Bajo la metralla es una película mexicana de drama político del director mexicano Felipe Cazals estrenada en 1983. Obtuvo el Premio Ariel a Mejor Película.

## Sinopsis
Pedro (Humberto Zurita) comanda un grupo rebelde de guerrilla urbana. En un atentado fallido contra un alto funcionario del gobierno raptan a Pablo (Manuel Ojeda), un excompañero de partido de Pablo. Los guerrilleros son sitiados en la casa de seguridad y tienen que deliberar sobre el destino de Pablo.

## Reparto seleccionado
- Humberto Zurita...Pedro Mateo
- Alejandro Camacho...Andrés
- Manuel Ojeda...Pablo
- Salvador Sánchez...Tomás
- José Carlos Ruiz...Martín
- María Rojo...María
- Aurora Alonso...Carlota Serrano de Durazo
- Beatriz Marín...Marta
- Gerardo Vigil...Juan
- José Antonio Estrada...coronel José Ramírez

## Premios
En la entrega de los premios Ariel fue nominada para siete categorías de las más importantes, obteniendo cuatro de los trofeos:
- Ariel de Oro por mejor película para Felipe Cazals
- Ariel de Plata por mejor dirección para Felipe Cazals
- Ariel de Plata por mejor actuación masculina para Humberto Zurita
- Ariel de Plata por mejor edición para Rafael Ceballos

Nominaciones (premios no conseguidos):
- Ariel de Plata por mejor coactuación femenina para Beatriz Marín
- Ariel de Plata por mejor música de fondo para Leonardo Velázquez
- Ariel de Plata por mejor escenografía para Javier Torres Torija

## Artículos complementarios
- Anexo:Premio Ariel a la mejor película
- Los justos

## Sitios exteriores
- Bajo la metralla en Internet Movie Database (en inglés).
- Bajo la metralla (escenas) en YouTube.

- Datos: Q16489413